# Kanton Lanslebourg-Mont-Cenis
Kanton Lanslebourg-Mont-Cenis is een voormalig kanton van het Franse departement Savoie in de toenmalige regio Rhône-Alpes. Het kanton maakte deel uit van het arrondissement Saint-Jean-de-Maurienne totdat het op 22 maart 2015 werd opgeheven en de gemeenten werden opgenomen in het aangrenzende kanton Modane.

## Gemeenten
Het kanton omvatte de volgende gemeenten:
- Bessans
- Bonneval-sur-Arc
- Bramans
- Lanslebourg-Mont-Cenis (hoofdplaats)
- Lanslevillard
- Sollières-Sardières
- Termignon